# Kościół Objawienia Pańskiego w Warszawie
Kościół Objawienia Pańskiego – kościół filialny należący do parafii Ewangelicko-Augsburskiej Świętej Trójcy w Warszawie. Znajduje się w warszawskiej dzielnicy Włochy na osiedlu Stare Włochy. 

## Historia
W  1936 roku rodzina Koelichenów podarowała plac o powierzchni 2000 metrów kwadratowych pod budowę przyszłej świątyni. W dniu 19 kwietnia 1936 roku powstał Komitet Budowy, którego prezesem honorowym został senator Ludwik J. Evert, przewodniczącym adwokat Edward Koelichen, zaś członkami: pastorowie warszawscy: księża August Loth, Zygmunt Michelis, Otton Krenz i opiekun parafian z Włoch ks. Mieczysław Rüger oraz ppłk. J Scholz, mjr K. Hellwig i M. Buerger. Zaczęły wówczas wpływać ofiary. W dniu 15 listopada 1936 roku został poświęcony kamień węgielny pod budowę świątyni. Plany budowy zostały wykonane bezinteresownie przez architektów: – braci Goetzenów. Pan Józef Scholtz prowadził prace budowlane. Na początku został zbudowany mały dom parafialny z salą przeznaczoną na nabożeństwa. W kolejnym etapie został zbuiudowany kościół połączony z salą parafialną. W dniu 6 stycznia 1939 roku świątynia została poświęcona, chociaż były jeszcze braki w wyposażeniu jej wnętrza. Aktu poświęcenia dokonał ks. August Loth, natomiast kazanie w czasie tego nabożeństwa wygłosił ks. Zygmunt Michelis. Ks. Mieczysław Rüger odczytał sprawozdanie z budowy. Jednak wciąż trwały prace wykończeniowe wewnątrz świątyni. Po śmierci pana Józefa Scholtza (w marcu 1939 roku) pracami budowlanymi kierowali jego synowie. Po zakończeniu II wojny światowej świątynia zajęta była przez intendenturę; nabożeństwa mogły być odprawiane dopiero od 1946 roku. Brakowało szyb, ale zachowały się wybudowane w czasie wojny ołtarz i ambona, zostały odnalezione krucyfiks i lichtarze, a naczynia komunijne świątynia otrzymała w darze z Ziem Odzyskanych. Wybrany został pierwszy powojenny zarząd świątyni: przewodniczącym został pan Karol Lange, natomiast członkami: pp. Ryszard Glaeser, Alfons Nyczke, Elza Glaeserowa; rozpoczęły się zbiórki pieniędzy na potrzebne remonty. Nabożeństwa początkowo odbywały się w salce przy świątyni z powodu braku szyb. Z dokonanych zbiórek w latach 1946-50 świątynia została wyremontowana i zostało wykonane ogrodzenie. Od 1951 roku nabożeństwa zostały przeniesione do świątyni. Zostało zainstalowane ogrzewanie. W 1965 roku został przeprowadzony gruntowny remont świątyni i dokonano jej rekonsekracji. Po remoncie, w ołtarzu została umieszczona kopia obrazu Hoffmana „Chrystus w Getsemane” pędzla Elizy von Everth. Obraz ten został przeniesiony z dawnego kantoratu w Pruszkowie. Świątynia otrzymała w darze organy. Po ponownym remoncie kościoła, instalacji centralnego ogrzewania, nowego oświetlenia i wykonania boazerii, w ołtarzu została umieszczona kopia „Ostatniej wieczerzy” podarowana przez ks. sen. Ryszarda Trenklera. W kolejnych latach został zbudowany nowy stół ołtarzowy, natomiast na miejscu ambony – powstał prosty pulpit lektorski w prezbiterium. Koło Pań podarowało obrus na ołtarz. W 1985 roku została wmurowana tablica pamiątkowa poświęcona ks. Mieczysławowi Rügerowi, w 10 rocznicę jego śmierci. W 2017 roku nadano mu nazwę Kościół Objawienia Pańskiego.